# 李光金 (1950年)
李光金（1950年—），湖北鄂州人。汉族。1970年12月入伍，1972年7月加入中国共产党。中共河南省委党校政治工作和行政管理专业毕业。中国人民解放军少将。
2004年10月，任江西省军区政委、党委书记。2005年8月，任福建省军区政委、党委书记。2006年11月，兼任中共福建省委常委。2009年5月，任上海警备区政委。2010年7月，卸任。
2002年7月，晋升为少将军衔。
2008年，当选第十一届全国人民代表大会解放军代表。